# 「神曲奏界ポリフォニカ」オリジナルサウンドトラック
『「神曲奏界ポリフォニカ」オリジナルサウンドトラック』（しんきょくそうかいポリフォニカ オリジナルサウンドトラック）は、テレビアニメ『神曲奏界ポリフォニカ』のサウンドトラック。2007年6月27日から2009年7月22日までLantisからリリーズされた。販売元は、第1期がキングレコード、第2期がソニーミュージックディストリビューーション。

## 第1期

### 概要
テレビアニメ『神曲奏界ポリフォニカ』のサウンドトラック。ジャケットには、コーティカルテ・アパ・ラグランジェスと、本来の姿のコーティカルテが描かれている。作曲は全曲とも七瀬光が担当している。

### 収録曲
Disc-1
1. La　Luna 〜fairy tae〜
2. innocent agate
3. dimly carmine
4. mid night blue
5. tender tender primrose
6. carefree straw berry
7. pale iris
8. madder murder
9. crimson annihilate
10. green haze
11. La　Luna 〜promise〜
12. cocoa whip
13. whiskey brown
14. saxe bue sax
15. condition green
16. critron mist
17. fairy pink
18. doubtful heath 2nd
19. madder murder 2nd
20. suspicious fuchsia
21. neptune
22. assault ruby!
23. aster
24. La　Luna 〜instrumenta〜
25. La　Luna 〜astraea〜
26. romantic mauve
27. terracotta
28. lead drive reckessy
29. canary
30. rose wine

Disc-2
1. echo
2. doubtful heath 3rd
3. terracotta 2nd
4. dark moss
5. Over drive!!〜sun ight yellow
6. fight of the malachite bee
7. assault ruby! 2nd
8. indigo sky & you…
9. foggy blue
10. apricot time
11. heart of orchid pink
12. azarea 3rd
13. sepia
14. doubtful heath
15. salvia of familia
16. mysterious ocher
17. celadon tint
18. La Luna 〜oblivion〜
19. daphne
20. azalea
21. La Luna
22. smoky beige
23. La`aura
24. azarea 2nd
25. dandelion
26. title
27. Apocrypha -short size-
歌：eufonius
作詞：riya、作曲・編曲：菊地創
28. eye catch A
29. コンコルディア -short size-
歌：kukui
作詞：霜月はるか、作曲・編曲：myu
30. eye catch B

## 第2期

### 概要
テレビアニメ『神曲奏界ポリフォニカ クリムゾンS』のサウンドトラック。ジャケットには、コーティカルテ・アパ・ラグランジェスが水面に立っているイラストが描かれている。第1期同様、全曲とも七瀬光が担当している。

### 収録曲
Disc-1
1. 襲いかかる闇の正体
2. フォロン戦闘支援曲
3. レンバルト戦闘支援曲
4. サモン戦闘支援曲
5. ユフィンリー戦闘支援曲
6. イツキ戦闘支援曲
7. フォロン戦闘支援曲練習
8. レンバルト戦闘支援曲
9. サスペンス嘆きの異邦人
10. ダングイス戦闘支援曲
11. ウコン戦闘支援曲
作曲：笹子重治、編曲：Choro Club
12. ライカ戦闘支援曲
13. フォロン勇気づける
14. ベルセルク神曲
15. ボルゾン
16. 緊迫の刻
17. 戦いを避ける
18. 迫り来る
19. フォロンけんかを止める
20. フォロン神曲練習
21. フォロン戦闘支援練習
22. クールにサスペンス
23. 優しさと感動
24. 種子破壊

Disc-2
1. 学園の風景
2. 学園生活
3. どじな女の子
4. アリアの憂鬱
5. コーティのしぐさ
6. 日常の情景その1
7. 無心なひとこ
8. 元気にいこう
9. 学園でのんびりと
10. かわいいしぐさ
11. 口喧嘩
12. 再会
13. どことなくさびしい
14. ユギリ姉妹
作曲・編曲：妹尾武
15. コーティへの思い
16. コミカルA
17. サスペンス
18. 暗躍レイトス
19. 葛藤
20. のんびりしています
21. エピローグ
22. ノスタルジック
23. 思い詰める
24. 優しさ
25. 不穏
26. アイキャッチa
27. アイキャッチb
28. Phosphorus -TV size-
歌：eufonius
作詞：riya、作曲・編曲：菊地創